# Eshmuns tempel

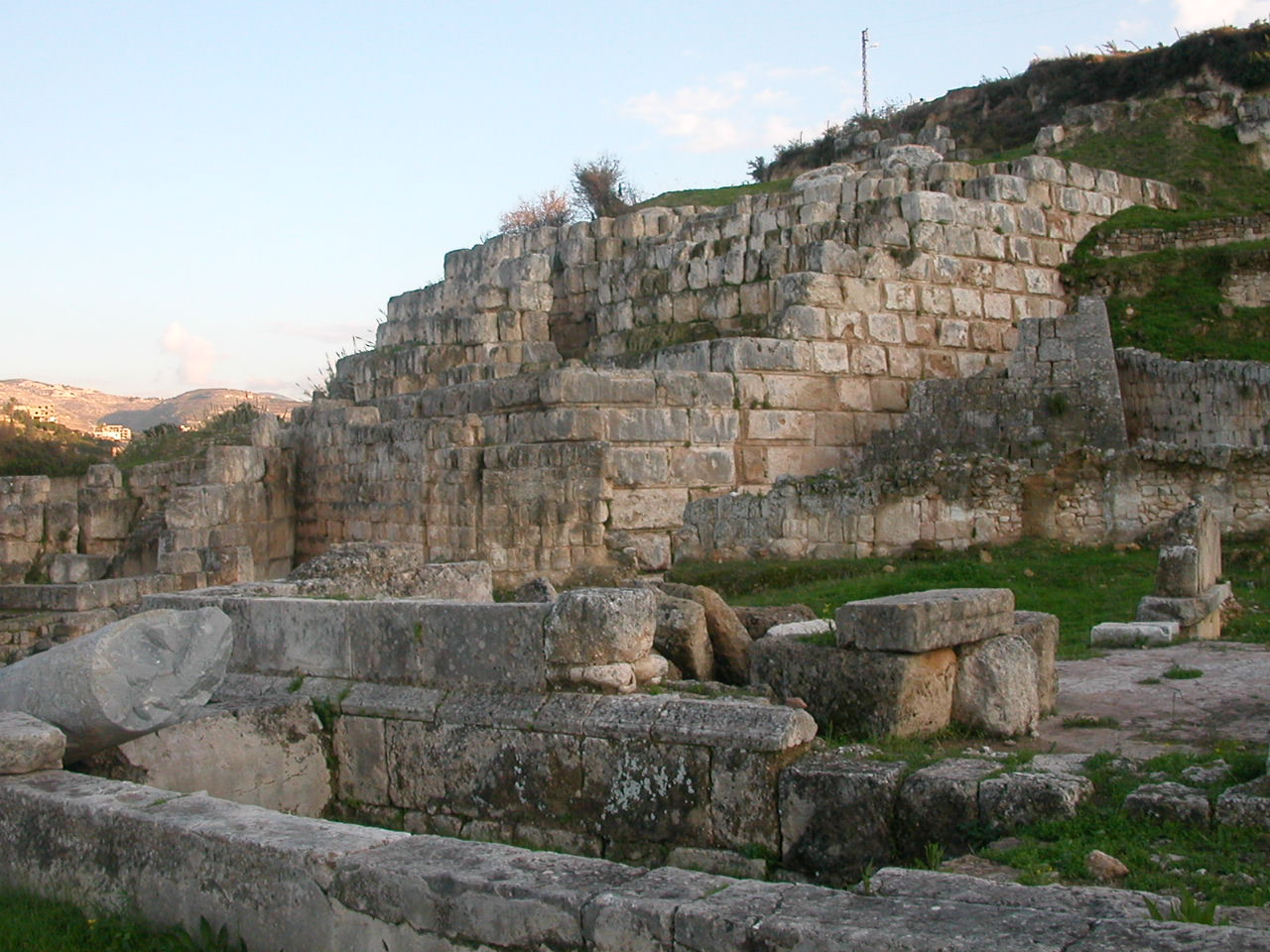
Lämningar av Eshmuns tempel i Libanon.

Eshmuns tempel nära dagens Sayda (en stad som under forntiden och antiken var känd som Sidon), byggt under akemenidisk tid, var ett tempel helgat åt Eshmun, en läkedomsgud i forntida fenicisk religion. 
Templet var en viktig helgedom till Eshmun. När feniciska kulturen försvann och förföljelser av hedningar i romarriket, upphörde kulten av Eshmun, och templet skadades också av jordbävningar. Tempelruinen är idag listat som tentativt världsarv av Unesco. Den arkeologiska platsen omfattar cirka 3,6 hektar och är belägen nära floden Awali.